# اهکونو
اهکونو (به لاتین: Ahekõnnu) یک روستا در استونی است که در دهستان کوتنا واقع شده‌است.

## خصوصیات
اهکونو ۵۶ نفر جمعیت دارد.